# بلوميندال
بلوميندال Bloemendaal  هي مدينة وبلدية شمال هولندا بمقاطعة شمال هولندا. وفقاً لمكتب إحصائيات هولندا تعتبر بلوميندال جنباً إلى جنب مع فاسيندال (بجنوب هولندا) أغنى الأماكن في هولندا.

## طوبوغرافيا
خريطة طوبوغرافية هولندية لبلدية بلوميندال، يونيو 2015، (تقرأ بعد ثلاث نقرات على الخريطة).

## أعلام
- فرانك دي ميراندا
- كيك شميت
- بييت غانينغ